# Andrea Peron (1988)
Andrea Peron (Camposampiero, 28 ottobre 1988) è un ciclista su strada italiano che corre per il Team Novo Nordisk. È professionista dal 2013.

## Palmarès
- 2010 (dilettanti)

Memorial Carlo Valentini
Astico-Brenta
- 2011 (dilettanti)

Coppa Fratelli Paravano
Giro della Valcavasia
Medaglia d'Oro Fiera di Sommacampagna
- 2012 (dilettanti)

Memorial Benfenati
Alta Padovana Tour
Memorial Vincenzo Mantovani
Gran Premio Bianco di Custoza
- 2022 (Team Novo Nordisk, una vittoria)

Grand Prix Kranj

### Altri successi
- 2023 (Team Novo Nordisk)

Classifica a punti Tour de la Mirabelle

## Piazzamenti

### Classiche monumento
- Milano-Sanremo

2015: ritirato
2016: ritirato
2018: 118º
2019: 160º
2021: 167º